# Biserica de lemn din Bărbălătești

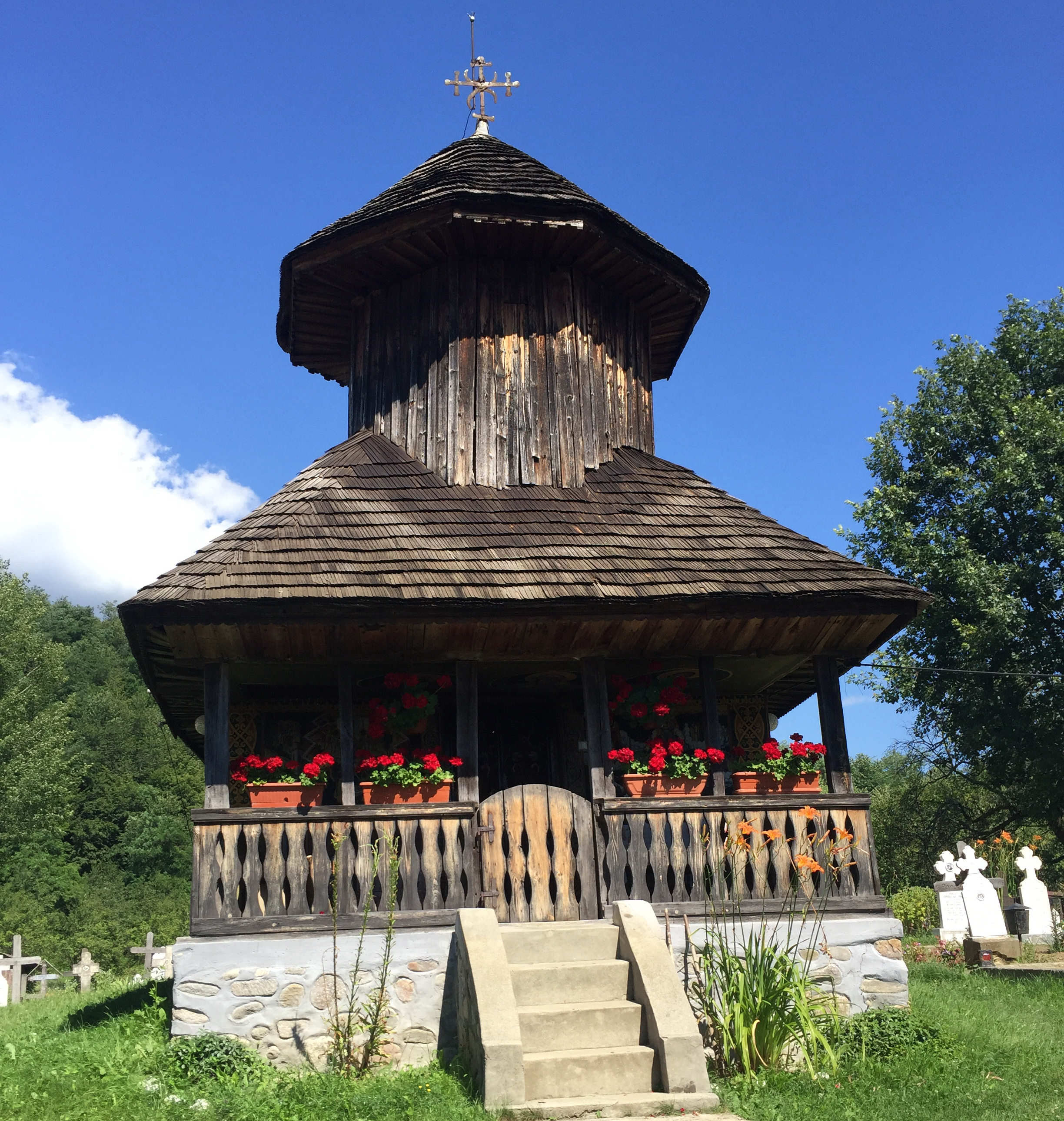
Biserica de lemn din Bărbălătești, județul Argeș. Foto: iulie 2016 - adăpostește racla cu parte din Moaștele Sfântului Ioan Botezătorul

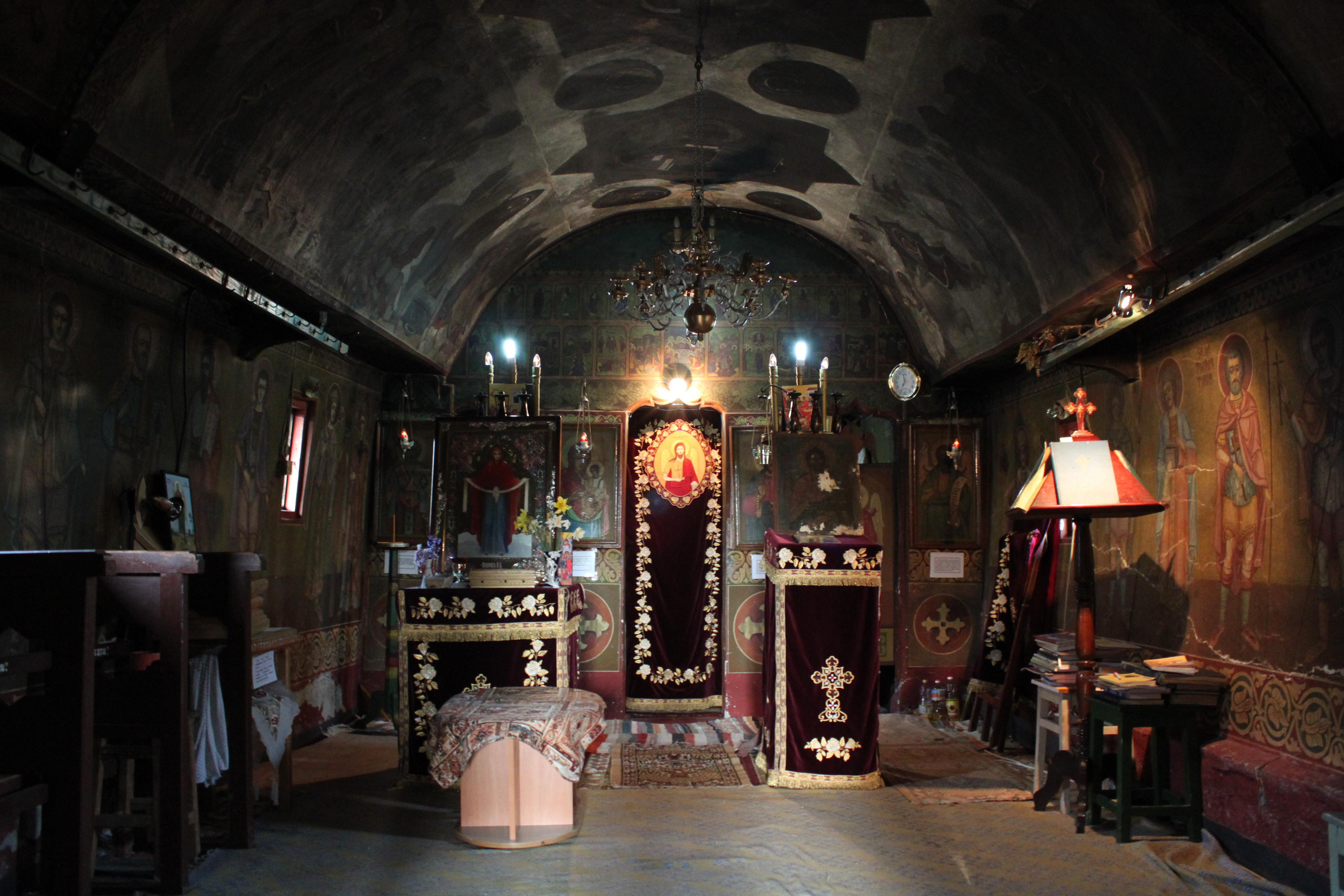
Vedere din naos spre iconostas. Foto: aprilie 2010

Biserica de lemn din Bărbălătești, localizată în satul Bărbălătești, comuna Valea Iașului, județul Argeș, a fost construită în anul 1801. Hramul bisericii este "Nașterea Sfâmtului Ioan Botezătorul" și este înscrisă pe noua listă a monumentelor istorice LMI 2004 sub codul:  AG-II-m-A-13480.

## Istoric și trăsături

### Istoricul comunității parohiale

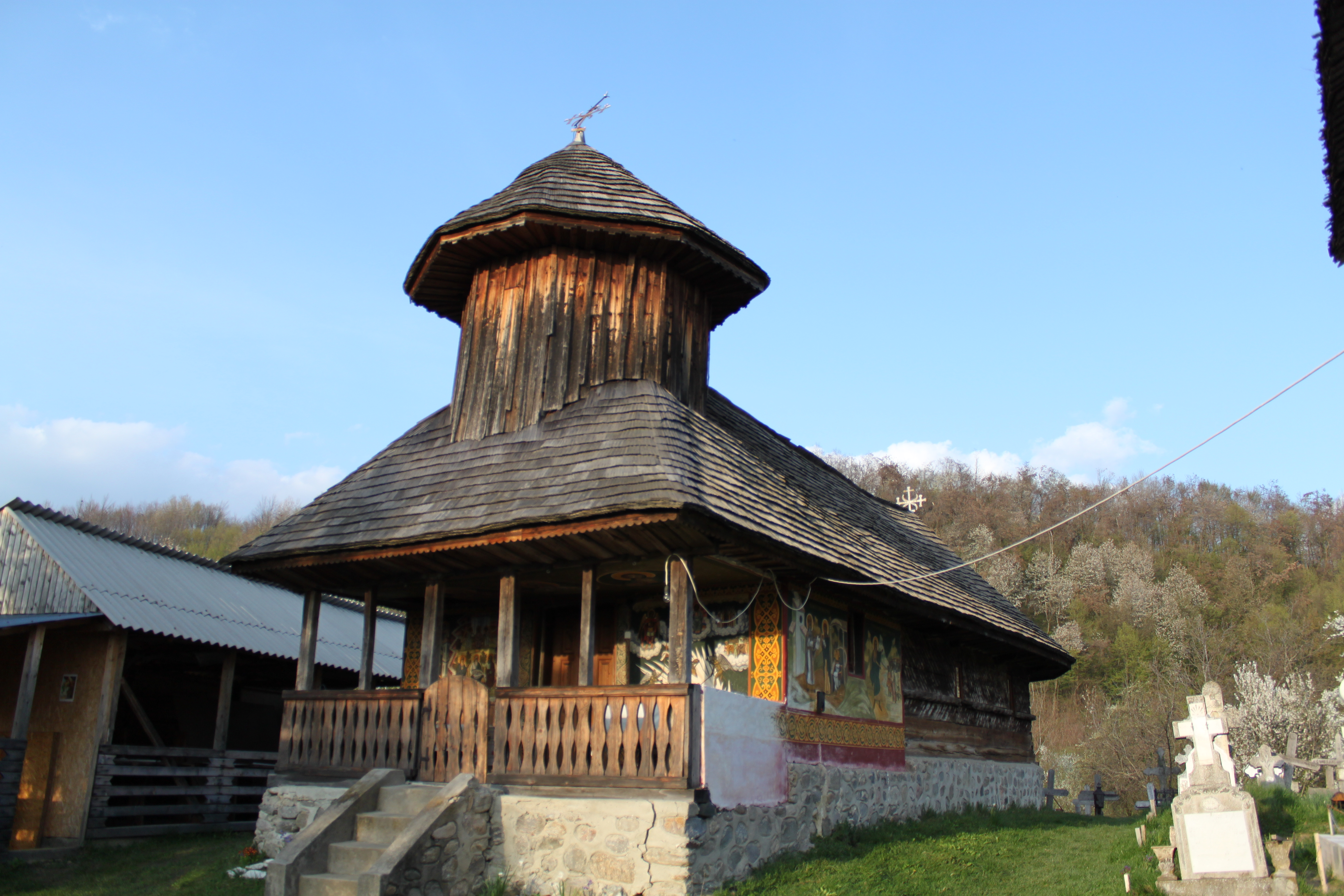
Biserica de lemn din Bărbălătești, județul Argeș. Foto: aprilie 2010

Comuna Valea Iașului este integrată în Regiunea Sud-Muntenia și se găsește în partea de nord – vest a județului Argeș, fiind formată din nouă sate: Bădila, Bărbălătești, Borovinești, Cerbureni, Mustățeșli, Ruginoasa, Ungureni, Valea Iașului, Valea Uleiului.
Situată în extremitatea estică a comunei Valea Iașului, pe drumul național DN 73C, ce leagă municipiile Curtea de Argeș - Câmpulung Muscel, Parohia Bărbălătești este componentă a Protopopiatului Curtea de Argeș din cadrul Eparhiei Argeșului și Muscelului. Biserica Sfântul Ioan Botezătorul a funcționat ca filială a Parohiei Valea Iașului până la 1 iulie 1997, când, cu binecuvântarea P.S. Calinic, Episcop de Argeș și Muscel, prin Decizia Sf. Episcopii nr. 1133/1997 devine biserică parohială.

### Istoricul bisericii parohiale
Pisania bisericii ne oferă informații despre istoricul acesteia: „Cu ajutorul lui Dumnezeu s-a ridicat această biserică în anul 1800. Nu se cunoaște ctitorul. La sfîrșitul sec. XIX s-a adăogat pronaosul și tinda și a fost pictată din nou de un pictor local, Ion Pogoiu. Între anii 1971-1972 s-au făcut reparații capitale la temelie și acoperită din nou cu șită iar între 1975-1976 s-au efectuat lucrări de introducere a luminii electrice, îndepărtarea tencuielilor degradate, retencuirea pereților și pictura din nou în anul 1979 execută de pictorul Ion Anghel din Curtea de Argeș. În vremea președenției d-lui Nicolae Ceaușescu președintele Republicii Socialiste Romînia, episcop al Eparhiei Rîmnicului și Argeșului fiind P.S. Episcop Iosif Gafton, protoereu pr. Ghițu Vasile, preot paroh Banică Vasile prin osteneala și sârguința celor 60 de familii ale acestei enorii. S-a sfințit astăzi 1 iulie 1979 de către P.S. Episcop Vicar Gherasim Piteșteanu.”

### Arhitectura
Biserica este monument istoric, construită în formă de corabie, compusă din altar, naos, pronaos și pridvor, cu o turlă închisă, așezată pe naos și pridvor, acoperită cu șiță. Corpul bisericii în suprafață de 67 mp (L = 15 m, l = 4,60 m), este din lemn și cărămidă, așezat pe o temelie din bolovani de râu fixați cu liant. La exterior sunt tencuiți doar pereții pronaosului care sunt și pictați, iar pe jumătatea pereților naosului și altarului este o funie excizată din lemn. În interior sunt tencuiți și pictați toți pereții. Altarul este poligonal și boltit cu o fereastră mică la est și una la sud. Tâmpla are trei deschideri pentru acces. Naosul este boltit cu ferestre mici pe pereții de nord și sud, pronaosul este mai mic, prevăzut cu două ferestre mici, tot la nord și sud. Naosul și pronaosul sunt despărțite printr-un zid cu o deschidere prin care se face accesul. Pridvorul este deschis, în față fiind sprijinit pe coloane simple din lemn de stejar, pe care este fixat un brâu din scânduri de brad și portiță, iar în laterale zid tencuit. Accesul  în pridvor se face pe o scară cu patru trepte, din piatră cu liant de ciment și nisip, având  borduri laterale.
În partea de sud-vest a bisericii se află clopotnița, construcție din zid acoperită cu șiță (P+1), cu suprafața construită la sol de 16 mp (S desf = 19mp), care adăpostește clopotul vechi care are marcat pe el anul 1888, și cancelaria parohială. La nord de biserică, este construit din lemn de brad un praznicar, cu suprafața construită la sol de 48 mp, (iar la nord de prăznicar a fost cumpărat un teren de 800mp necesar extinderii complexului parohial). 
În exterior (latura de vest) a complexului parohial este situat Parcul Parohial Sihăstria”, amenajat să servească și ca ,,Școală de vară”, având împrejmuirea rustică, din bulumaci de salcâm și scândură de brad, prevăzut la sud și vest.cu portițe pentru acces. În incinta parcului este ridicat un monument în cinstea tuturor eroilor martiri din toate timpurile și din toate locurile, jertfiți pe  câmpurile de luptă, în lagăre, în închisori, pentru apărarea țării, a credinței noastre strămoșești, întregirea neamului, slava sfintei lui Dumnezeu Biserici, pentru dreptatea, demnitatea și libertatea  noastră. 

### Pictura
A fost realizată la sfârșitul sec. al XIX-lea. S-a adăugat pronaosul și tinda și a fost pictată din nou de un pictor local, Ion Pașoiu. Între anii 1971-1972 s-au făcut reparații capitale la temelie și acoperită din nou cu șiță, iar între anii 1975-1976 s-au efectuat lucrări de introducere a luminii electrice, îndepărtarea tencuielilor degradate, retencuirea pereților și pictura din nou în anul 1979, executată de pictorul Ion Anghel din Curtea de Argeș.

### Obiecte vechi de cult
- Icoana cu Sfântul Ioan Botezătorul - anul 1800;
- Clopotul - anul 1888.
- moaștele Sfântului Ioan Botezătorul.

Aici au slujit următorii preoți parohi: Nicolae Ștefănescu, Ioan Vega, Ioan Chirculescu, Nicolae Mărtoiu, Vasile Bănică, Aurel Băeții, Mădălin Sorescu, Alexandru Sorin Vîlcu, iar din 2015 Iustinian Radu Mărtoiu.
De asemenea, printre cântăreții biserici s+au aflat Vasile Popescu, Constantin Popa, Ion Petrescu, Ion Blăjan, Gheorghe Ducu, Gheorghe Cristian Pătru.

### Cimitirul
Cimitirul parohial este situat în partea de sud-est a bisericii.

### Activități culturale și filantropice în trecut
Parohia a susținut Fondul Central Misionar, Filantropia și Asistența socială; a dezvoltat fondul bibliotecar; a catehizat copiii și tinerii prin proiectul „Hristos împărtășit copiilor”. 

### Profilul actual al parohiei
Parohia se încadrează în categoria a III-a. Satul Bărbălătești  este format din 56 gospodării și 145 de credincioși ortodocși, cu o medie de vârstă cuprinsă între 40-50 de ani.
Parohia susține în continuare Fondul Central Misionar, Filantropia și Asistența socială, dezvoltă fondul bibliotecar, și catehizează copiii și tinerii.